# Даєр (Арканзас)
Даєр (англ. Dyer) — місто (англ. city) в США, в окрузі Кроуфорд штату Арканзас. Населення — 772 особи (2020).

## Географія
Даєр розташований на висоті 131 метр над рівнем моря за координатами 35°29′41″ пн. ш. 94°8′16″ зх. д. / 35.49472° пн. ш. 94.13778° зх. д. (35.494697, -94.137777). За даними Бюро перепису населення США в 2010 році місто мало площу 6,77 км², уся площа — суходіл. В 2017 році площа становила 7,45 км², уся площа — суходіл.

## Історія
Спочатку населений пункт носив назву «Боббітвіль» на честь власника місцевих сільськогосподарських плантацій Джеймса Боббіта. Після приходу в селище залізничної гілки 1858 року його назва була змінена на сучасне «Даєр».

## Демографія
Згідно з переписом 2010 року, у місті мешкало 876 осіб у 317 домогосподарствах у складі 243 родин. Густота населення становила 129 осіб/км². Було 348 помешкань (51/км²).
Расовий склад населення:
| - 95,8 % — білих - 1,7 % — корінних американців - 0,9 % — чорних або афроамериканців |

До двох чи більше рас належало 1,3 %. Іспаномовні складали 3,1 % від усіх жителів.
За віковим діапазоном населення розподілялося таким чином: 27,9 % — особи молодші 18 років, 59,4 % — особи у віці 18—64 років, 12,7 % — особи у віці 65 років та старші. Медіана віку мешканця становила 37,4 року. На 100 осіб жіночої статі у місті припадало 96,9 чоловіків; на 100 жінок у віці від 18 років та старших — 93,3 чоловіків також старших 18 років.
Середній дохід на одне домашнє господарство становив 52 556 доларів США (медіана — 45 536), а середній дохід на одну сім'ю — 59 111 долар (медіана — 51 382). За межею бідності перебувало 14,7 % осіб, у тому числі 10,2 % дітей у віці до 18 років та 2,7 % осіб у віці 65 років та старших.
Цивільне працевлаштоване населення становило 311 осіб. Основні галузі зайнятості: освіта, охорона здоров'я та соціальна допомога — 32,8 %, виробництво — 11,9 %, науковці, спеціалісти, менеджери — 10,0 %, публічна адміністрація — 8,4 %.
За даними перепису населення 2000 року в Даєрі мешкало 585 осіб, 163 родини, налічувалося 230 домашніх господарств і 248 житлових будинків. Середня густота населення становила близько 87,3 осіб на один квадратний кілометр. Расовий склад Даєра за даними перепису розподілився таким чином: 96,24 % білих, 0,17 % — чорних або афроамериканців, 1,20 % — корінних американців, 0,85 % — азіатів, 1,54 % — представників змішаних рас.
Іспаномовні склали 0,17 % від всіх жителів міста.
З 230 домашніх господарств в 30,4 % — виховували дітей віком до 18 років, 61,3 % представляли собою подружні пари, які спільно проживали, в 5,2 % сімей жінки проживали без чоловіків, 28,7 % не мали сімей. 23,9 % від загального числа сімей на момент перепису жили самостійно, при цьому 13,5 % склали самотні літні люди у віці 65 років та старше. Середній розмір домашнього господарства склав 2,54 особи, а середній розмір родини — 3,06 особи.
Населення міста за віковим діапазоном за даними перепису 2000 року розподілилося таким чином: 25,5 % — жителі молодше 18 років, 6,0 % — між 18 і 24 роками, 29,1 % — від 25 до 44 років, 23,6 % — від 45 до 64 років і 15,9 % — у віці 65 років та старше. Середній вік мешканця склав 39 років. На кожні 100 жінок в Даєрі припадало 93,1 чоловіків, у віці від 18 років та старше — 98,2 чоловіків також старше 18 років.
Середній дохід на одне домашнє господарство в місті склав 23 438 доларів США, а середній дохід на одну сім'ю — 28 500 доларів. При цьому чоловіки мали середній дохід в 28 523 долара США на рік проти 21 500 доларів середньорічного доходу у жінок. Дохід на душу населення в місті склав 13 206 доларів на рік. 22,6 % від усього числа сімей в окрузі і 34,1 % від усієї чисельності населення перебувало на момент перепису населення за межею бідності, при цьому 52,7 % з них були молодші 18 років і 32,1 % — у віці 65 років та старше.